# Власеница
Власеница је насељено мјесто и сједиште истоимене општине у источном дијелу Републике Српске, БиХ. Смештена је у регији Бирач, испод планине Јавор. Према прелиминарним подацима пописа становништва 2013. године, у насељеном мјесту Власеница укупно је пописано 6.715 лица.

## Географски положај и клима
Власеница се налази на мјесту гдје се пут, који из долине ријеке Дрине води према Источном Сарајеву дијели у два крака, па један продужава ка југу – Хан Пијесак – Соколац – Сарајево, а други нешто западнијим смјером Кладањ – Олово – Сарајево. Својим географским положајем и надморском висином од 668 м, Власеница спада у ред брдско-планинских градића. Само један мањи дио територије општине Власеница је на висини мањој од 500 м, једна трећина је између 500 и 700 м, а остали дио њеног подручја је на преко 700, чак и до 1.400 м надморске висине. Овим предјелима доминира планина Јавор (1.537 м), а непосредно изнад града је брдо Виселац са врхом Кик (903 м). Општина Власеница је окружена општинама Хан Пијесак, Милићи, Шековићи, Зворник и Кладањ.
Најзначајнија саобраћајна комуникација која пролази кроз Власеницу је магистрални пут Београд – Сарајево, који је веома важна веза Српске са Србијом. Власеница се налази на прелазу из изразито планинског у нешто питомији равничарски дио. Неријетко се дешава да се у горњем, вишем, дијелу града снијег задржи и до 15 дана дуже него у доњем дијелу.

## Историја
Околина Власенице је била стално насељена од праисторије па до данашњих дана, о чему, поред осталих, свједочи и некропола са хумкама на локалитету Шошари (данашња општина Милићи).
У средњем вијеку подручје данашње Власенице улазило је у састав средњовјековне жупе Бирач, о којој постоје писани трагови из 1219. године и данас се чувају у дубровачкој библиотеци. Овај крај је у то вријеме био углавном у посједу феудалних породица Павловића, Диничића, Златоносовића и Орловића који су у близини Власенице имали своја утврђења и замкове.
Под Османско царство Власеница је потпала средином 1463. године, када се већ јавља и насеље, али под именом Бирач, које ће задржати до краја 18. вијека. Мјесто је добило данашње име по трави власуљи која расте у околини. Власеница је 1765. године постала сједиште кадилука (среза) Кнежина.
Један од најстаријих дијелова Власенице се зове Крушевик. Најстарија српска гробља се налазе на Лијепој равни, Цвијетњу и Заграђу. Иако је турска владавина умногоме уназадила овај крај, Срби су успјели да се изборе за црквену општину, а убрзо, 1882. године, и за прву основну школу у овом крају.
И у том времену, под Турцима, Власеница је била важна раскрсница. У 17. вијеку, као средиште кадилука (среза), налазила се у саставу зворничке капетаније, а од 1842. године била је укључена у редован телеграфско-телефонски и поштански саобраћај. У случају опасности хајдуци су налазили спас у избјеглиштву на Гласинцу, Мајевици и Србији. Хајдуци су се помјерали и због епидемија куге, која је често харала овим крајевима, због чега је Бирач у једном периоду турске владавине био врло ријетко насељен.
Аустроугарска војска је ушла у Власеницу септембра 1878. године. Године 1905. доноси се закон о црквеној и школској аутономији, којим су грађани добили право на употребу ћириличног писма и права на отварање школа. Град је 1912. године имао 1.962 становника.
Током Првог свјетског рата борбе у околини Власенице биле су веома честе. Продором српске и црногорске војске у Бирач прекинута је комуникација Сарајево — Власеница. Главна битка између српске и аустроугарске војске, што се тиче ширег подручја Власенице, одиграла се 28. септембра 1914. године у Краљевој Гори. Срби су изашли као побједници и преузимањем те територије, а угрожено је снабдијевање аустроугарских трупа у Србији. Због тога је генерал Оскар Поћорек наредио 13. аустроугарској бригади са сједиштем у аустроугарској касарни у Власеници да нападне српске трупе и да их одбаци према Хан Пијеску. Одмах послије тога Поћорек је наредио да се српске и црногорске трупе што прије избаце из Бирча и Подриња, тако да је до тога дошло послије вишедневних борби. У овим догађајима већи број Срба из Власенице се прикључио српској војсци, а њих 80 учествовало је у пробоју солунског фронта и завршним операцијама при ослобођењу земље 1918. године. Свједоци бурних догађања у периоду 1914—1918. су и бројни споменици у и око Власенице.
За вријеме Другог свјетског рата Власеница се налазила у саставу НДХ. Злостављање талаца у власеничкој касарни и појединачна убиства сељака, прерасла су, током јула и почетком августа 1941. године, у масовније злочине. Само у Рашића Гају, недалеко од Власенице, убијено је више десетина лица. Знатан број похапшених отпремљен је у Славонску Пожегу и друге усташке сабирне логоре. Становници појединих села су напуштали своја села и тражили уточиште у оближњим шумама, гдје су мушкарци масовно приступали устаничким јединицама. Српска војска имала је много присталица у подручју према Романији, а партизански покрет је био прихваћен у сусједним Шековићима.

### Други свјетски рат
У раздобљу од 22. јуна до 22. јула 1941. године извршено је масовно убијање и клање Срба из варошице Власенице и околних села на месту званом Рашића Гај.
Усташе су 22. јуна 1941. повеле око 40 људи из Власенице на стрељање изван вароши. Када су их довели до места где треба да буду стрељани и наредили им да уђу у ископане раке, тројица су раскинула ланце и дала се у бекство, усташе су припуцале за њима, али их због мрака и шумовитог терена нису погодили. Двојица спасени су Ђорђе Вишковић и Лазо Радаковић.

## Култура
У Власеници се одржава већи број културних манифестација под окриљем „Просвјете“ и њеног „Српског просвјетног културног друштва Просвјета“.

## Образовање
- Студијски програм Шумарство, при Пољопривредном факултету Универзитета у Источном Сарајеву.
- Средњошколски центар „Милорад Влачић“ налази се у новој згради саграђеној 1981. године, а води поријекло од Ниже грађевинске школе и послијератне Ниже реалне гимназије.
- Основна школа „Вук Караџић“ која води поријекло од прве основне школе у Власеници основане 1882. године у оквиру Српске црквене општине.
- Предшколска установа-обданиште „Први кораци“.
- ЈП „Народна библиотека“ Власеница, смјештена у Дому културе у Власеници.

## Становништво
|             | 2013.          | 1991.           | 1981.           | 1971.           |
| Укупно      | 6 715 (100,0%) | 7 909 (100,0%)  | 6 000 (100,0%)  | 3 976 (100,0%)  |
| Срби        | 5 679 (84,57%) | 2 743 (34,68%)  | 1 793 (29,88%)  | 1 124 (28,27%)  |
| Бошњаци     | 967 (14,40%)   | 4 800 (60,69%)1 | 3 435 (57,25%)1 | 2 774 (69,77%)1 |
| Хрвати      | 23 (0,343%)    | 26 (0,329%)     | 18 (0,300%)     | 12 (0,302%)     |
| Неизјашњени | 17 (0,253%)    | –               | –               | –               |
| Непознато   | 14 (0,208%)    | –               | –               | –               |
| Остали      | 10 (0,149%)    | 98 (1,239%)     | 22 (0,367%)     | 25 (0,629%)     |
| Југословени | 3 (0,045%)     | 242 (3,060%)    | 578 (9,633%)    | 5 (0,126%)      |
| Црногорци   | 1 (0,015%)     | –               | 28 (0,467%)     | 7 (0,176%)      |
| Муслимани   | 1 (0,015%)     | –               | –               | –               |
| Роми        | –              | –               | 98 (1,633%)     | 25 (0,629%)     |
| Албанци     | –              | –               | 22 (0,367%)     | 3 (0,075%)      |
| Мађари      | –              | –               | 3 (0,050%)      | –               |
| Словенци    | –              | –               | 2 (0,033%)      | –               |
| Македонци   | –              | –               | 1 (0,017%)      | 1 (0,025%)      |

1. 1 На пописима од 1971. до 1991. Бошњаци су пописивани углавном као Муслимани.

|  |  |

## Привреда
Досадашња привредна активност је заснована углавном на експлоатацији и ниском степену прераде шуме и дрвета, сировог алуминијума који се купује на страни, производњи позамантерије, угоститељству, туризму и др. Укупно је запослено око 2.000 радника, а сва привредна предузећа су у фази власничке транзиције. Економско-социјална ситуација и стање је веома тешко и неизвјесно. Незапосленост или привредна латентна запосленост веома су изражене, са стопом од око 44% или око 1.500 незапослених и око 800 привидно запослених тј. радника који не примају зараде и накнаде и не уживају остала права из таквог радног односа. Укупно остварени производ код друштвених предузећа која се баве производњом и пружањем услуга закључно са 30. јуном 2002. године износио је 4.994.067 КМ, што износи око 255 КМ по глави становника.

### Туризам
Посебно обиљежје овог краја су високе и густе шуме. На једног становника долази 0,70 хектара шумске површине (европски просјек је 0,34). Ове шуме су вриједне и по саставу и врсти дрвећа. Поред стогодишњих букава, јела, јавора, борова и смреке, овдје се може наићи и на примјерке Панчићеве оморике. Обиље шумских плодова, нарочито разних врста гљива (вргањ, смрчак, лисичарке, рујнице, редуше и др.) и распрострањеност разне дивљачи (срна, дивља свиња, медвјед, вук, лисица, зец и др), те релативно богатство рибљег фонда у Студеном и Зеленом Јадру, Тишчи и Дрињачи (пастрмка, младица, липљан, мрена, шкобаљ, клен и др.) такође мотивишу одређене категорије туриста да долазе у овај крај.
Међу најљепшим природним амбијентима овог краја на првом мјесту је планинска висораван Ружина вода (око 1.130 m надморске висине) која се простире на путу према Хан Пијеску, данас привлачно излетиште Власеничана, а због густих шума (претежно четинарских) зелених ливада и пропланака и хладне чисте воде има и обиљежја праве ваздушне бање.
Мада је овај крај познат по изворима, Власеница се не може похвалити ријечним богатством. У непосредној околини има неколико мањих рјечица и потока (Дрињача, Тишча, Студени Јадар) и уз њих су концентрисана мања излетишта (Тишчино Врело, Тишина, Слапови).

## Спорт
Спортске активности у Општини Власеница одвијају се кроз рад спортских организација-клубова:
- Планинарско-еколошко друштво Ацер
- Бициклистички клуб „КПЛ“
- Фудбалски клуб Васеница
- Кошаркашки клуб Власеница
- Одбојкашки клуб „Нет“ Власеница
- Атлетски клуб Власеница
- Карате клуб Младост Власеница
- Теквондо клуб Специјалац
- Теквондо клуб 8. мај
- Скијашки клуб Игришта
- Шаховски клуб Власеница
- Џудо клуб Власеница

Највеће и најзначајније спортско друштво у Власеници је Планинарско-еколошко друштво Ацер, које има више од 200 регистрованих чланова. Друштво постоји од 2004. године, а његови чланови су постигли изванредне резултате — 2006. године је освојен највиши алпски врх Мон Блан, 2008. највиша тачка Африке Килиманџаро, а 2009. највиши европски врх Елбрус на Кавказу. 2012. године је освојен и највиши активни азијски вулкан Дамаванд у Ирану. То су и највећи успјеси власеничког спорта у међународној конкуренцији. Такође, освојене су и највише планине Босне и Херцеговине, Црне Горе, Македоније, Албаније, Словеније, Србије, Грчке и Бугарске. Друштво је маркирало око 200 km планинарских стаза. Организује планинарске манифестације, од којих је највећи Поход у Пјеновац, на којем је у фебруару 2015. учествовало 650 планинара из 35 градова. Најуспјешнији члан друштва је Весна Дошић, 2008. године је проглашена за спортисту године општине Власеница.

## Галерија
- Црква у Власеници
- Власеница панорама
- Власеница панорама
- Власеница панорама